# Sông Tà Cáy
Sông Tà Cáy, còn có tên là khuổi Các, là sông chảy ở các tỉnh Bắc Kạn và Cao Bằng, Việt Nam.
Sông Tà Cáy có chiều dài là 32 km, diện tích lưu vực là 139 km², mã của sông là "01 01 08 02".
Sông Tà Cáy bắt nguồn từ xã Cốc Đán 22°30′06″B 105°55′35″Đ / 22,501788°B 105,92626°Đ, chảy về phía đông qua xã Thượng Ân huyện Ngân Sơn tỉnh Bắc Kạn.
Sông Tà Cáy sau đó đổi dòng lên phía bắc, chảy sang xã Hoa Thám của huyện Nguyên Bình tỉnh Cao Bằng thì hợp lưu vào sông Hiến 22°36′19″B 106°04′47″Đ / 22,605182°B 106,079683°Đ, một phụ lưu chính của sông Bằng.